# Inspektoria wrocławska
Inspektoria wrocławska – inspektoria (prowincja zakonna) salezjanów z siedzibą we Wrocławiu.
Powołana do życia w 1979 wskutek nowego podziału administracyjnego i utworzenia w Polsce czterech inspektorii, w miejsce dotychczasowych dwóch.
Inspektorem jest ks. Bartłomiej Polański SDB.